# Kecamatan Sukaraja (distrikt i Indonesien, lat -6,91, long 107,01)
Kecamatan Sukaraja är ett distrikt i Indonesien.   Det ligger i provinsen Jawa Barat, i den västra delen av landet, 80 km söder om huvudstaden Jakarta.